# 倪可福
倪可福（9世纪—10世纪），《江陵志余》误作倪福可。唐朝末年及五代十国时期荆南军事人物。

## 效力荆南
天祐三年（906年）十月，高季昌权知荆南留后，倪可福时为驾前指挥使。时朗州的武贞军节度使雷彦恭屡犯荆南，掌握朝政的权势军阀宣武军节度使梁王朱全忠遣倪可福率精锐官兵五千人戍荆南，与武安军节度使马殷联合。倪可福指画方略，力拒雷彦恭，朗州兵稍稍引去。倪可福又在江陵城西门外筑堤激水，取其坚厚寸寸如金之意命名为寸金堤，防御前蜀有功，高季昌爱其勇，使其隶麾下为亲校，且把女儿嫁给倪可福之子倪知进，与倪可福相处愉快。原后梁复州知州鲍唐后来也归顺高季昌，与倪可福同隶麾下，遂齐名。开平元年（907年）十月，高季昌遣时为牙将的倪可福会同楚（马殷所建政权）将秦彦晖攻朗州，雷彦恭遣使乞降于淮南节度使弘农郡王杨渥并告急，但弘农军援军被楚军所歼。次年（908年）五月，秦彦晖克朗州。
倪可福摧锋陷阵，所向克敌。三年（909年）八月，被山南东道乱兵推为留后的李洪来犯江陵，倪可福以兵击败之，后梁诏马步都指挥使陈晖率兵会同荆南兵讨李洪。九月，梁军收复山南东道，擒斩李洪。倪可福被荆南推为首功。不久迁都指挥使。乾化二年（912年）闰五月，高季昌开始有割据荆南之意。当月后梁太祖遇弑，高季昌见梁日益衰弱，又已得倪可福等将帅、梁震、司空薰、王保义等为宾客，就图谋阻兵自固。他先攻打归、峡，被前蜀将王宗寿所败。十一月，吴国（弘农后身）淮南节度副使陈璋等袭破楚国的岳州，又进攻荆南，高季昌遣倪可福拒之。吴国担心楚军救荆南，遣抚州刺史刘信率江、抚、袁、吉、信五州兵屯吉州，为陈璋声援。十二月，高季昌以助梁击晋为名发兵侵山南东道军部襄州，却为节度使孔勍所败，从此与孔勍交恶，多年断绝对梁的贡赋。次年（913年）正月，陈璋攻荆南不克而还，荆南与楚联军会合于江口迎战之，陈璋知道此事，以二百艘船并为一列趁夜通过，荆南、楚联军急忙出追，没有追上。
龙德元年（921年），江陵城坏，十二月，高季昌命倪可福督一万士卒修外郭，筑城不及时，高季昌亲自巡视，责其慢，杖一百，回去后对女儿说：“希望告诉你公公，我欲威慑众人办事，不是示侮辱之意。”送倪可福白金数百两。
后唐灭后梁后，高季昌归顺后唐，为避后唐庄宗李存勖祖父李国昌讳，改名高季兴。天成二年（927年），高季兴叛后唐，由倪可福筑内城以自固，号为子城。

## 逝世
倪可福最终以功名终，获赐田于江陵东三十里，子孙聚居此处，号诸倪冈。诸倪冈有转鱼台，即倪可福故宅。城东六十里有倪军市，即倪可福屯军之所。地上有八口井，年久堙没。城西五里又有倪将军庙，是因其修堤有功而祭祀他。
后周显德年间荆南军的指挥使魏璘被称为倪可福、鲍唐之后的荆南名将。

## 子
- 倪知进，其妻是南平王高季昌之女